# Appiano Gentile
Pour les articles homonymes, voir Appiano et Gentile.
Appiano Gentile est une commune italienne de la province de Côme, dans la région Lombardie.

## Administration
| Période                                  | Période | Identité | Étiquette | Qualité |
| ---------------------------------------- | ------- | -------- | --------- | ------- |
|                                          |         |          |           |         |
| Les données manquantes sont à compléter. |         |          |           |         |

### Communes limitrophes
Beregazzo con Figliaro, Bulgarograsso, Carbonate, Castelnuovo Bozzente, Guanzate, Lurago Marinone, Lurate Caccivio, Oltrona di San Mamette, Tradate, Veniano.